# Botticino riserva
Il Botticino riserva è un vino DOC la cui produzione è consentita nella provincia di Brescia.

## Caratteristiche organolettiche
- colore: rosso rubino tendente al granato
- odore: intenso, pieno, leggermente etereo
- sapore: pieno vellutato, di notevole carattere, eventualmente con lieve percezione di legno

## Produzione
Provincia, stagione, volume in ettolitri
- nessun dato disponibile